# Corinna octodentata
Corinna octodentata is een spinnensoort uit de familie van de loopspinnen (Corinnidae).
De wetenschappelijke naam van de soort werd in 1946 gepubliceerd door Pelegrin Franganillo-Balboa.